# Astragalus porphyrophysa
Astragalus porphyrophysa är en ärtväxtart som beskrevs av Joseph Friedrich Nicolaus Bornmüller och Erwin Gauba. Astragalus porphyrophysa ingår i släktet vedlar, och familjen ärtväxter. Inga underarter finns listade i Catalogue of Life.